# Acacia latericola
Acacia latericola är en ärtväxtart som beskrevs av Bruce R. Maslin. Acacia latericola ingår i släktet akacior, och familjen ärtväxter. Inga underarter finns listade i Catalogue of Life.